# Ravishing Grimness
Ravishing Grimness sedmi je studijski album norveškog black metal-sastava Darkthrone. Diskografska kuća Moonfog Productions objavila ga je 29. rujna 1999. godine.

## O albumu
U knjižici albuma Nocturno Culto spominje se kao "Nocturnal Cult". K tome, slovo "t" bilo je zamijenjeno obrnutim križevima.
Peaceville Records ponovno je objavio Ravishing Grimness 2011. godine te se na toj inačici nalaze nove ilustracije.

## Popis pjesama
Tekstovi: Fenriz, osim za pjesmu "The Beast", koju su napisali Fog i Aldrahn, glazba: Nocturno Culto, osim za pjesmu "The Beast", koju je skladao Fenriz.
| 1.    | »Lifeless«                      | 5:42 |
| 2.    | »The Beast«                     | 5:30 |
| 3.    | »The Claws of Time«             | 7:03 |
| 4.    | »Across the Vacuum«             | 7:14 |
| 5.    | »Ravishing Grimness«            | 7:26 |
| 6.    | »To the Death (Under the King)« | 4:45 |
| 37:40 |                                 |      |

## Recenzije
Ned Raggett, glazbeni kritičar sa stranice AllMusic, dodijelio je albumu 3 i pol od 5 zvjezdica te je napisao: "Ravishing Grimness traje samo malo više od pola sata, sadrži šest pjesama i vjerojatno nije najbolji uradak u žanru, a možda ni u Darkthroneovom opusu, ali je svejedno dobra buka."

## Zasluge
| Darkthrone - Nocturno Culto – vokali, gitara, bas-gitara, dizajn - Fenriz – bubnjevi | Ostalo osoblje - Bernt B. Ottem – dizajn - Fog – tekst (na pjesmi "The Beast") - Aldrahn – tekst (na pjesmi "The Beast") - Tomas Lindberg – logotip |